# Нягань
Ня́гань — город окружного значения в Ханты-Мансийском автономном округе — Югре. Население — 63 034 чел.
Расположен на железнодорожной линии Серов — Ивдель — Приобье Свердловской железной дороги, автомобильной дорогой связан с Ханты-Мансийском, Сургутом, Тобольском и Тюменью в южном направлении, с городом Серовом и Екатеринбургом в юго-западном направлении и посёлком Приобье в северном направлении. Также в период с ноября по февраль из Нягани возможно доехать по автозимникам в п.г.т. Октябрьское, города Белоярский, Берёзово, другие населённые пункты севера Югры.
Как административно-территориальная единица имеет статус города окружного значения. В рамках местного самоуправления образует муниципальное образование город Нягань со статусом городского округа, как единственный населённый пункт в его составе.

## Этимология
В разных источниках встречаются различные наименования поселения: Нягынь, Нягонь, Няхынь, Нягань.
Юрты Нягынь упоминаются в 1913 году.
Деревня Нягынь возникла в 1930 году. С 1937 года — деревня Нягань. С 05.11.1965 года — посёлок Нягань, возникший в 1965 году как посёлок Нях (хантыйское нех, нёх, неух, нёух — «небольшая река, протекающая по открытому месту, улыбка»). В 1983 году посёлки Нях и Нягань объединяют в единый рабочий посёлок Нях. В 1985 году преобразован в город и назван по ближайшей станции Нягань. Название станции по реке Нягыньеган, где еган — «большая река».

## История
Первые поселенцы появились в здешних местах в 1930-х годах. Няганские Юрты, однако, упоминались и в текстах конца XIX века. Встречаются их упоминание и в переписи 1926 года.
В 1954 году на реке Нягань-Юган был образован посёлок лесозаготовителей (ныне Старая Нягань). Объёмы лесозаготовок росли, и в 1965 году неподалёку был основан посёлок Нях.
1 октября 1966 года был образован Няганский леспромхоз.
В 1967 году до посёлка довели железную дорогу, по ней прошёл первый поезд с одним вагоном. Решением облисполкома образован Няхынский сельсовет.
В 1978 году была образована Красноленинская НефтеГазоРазведывательная Экспедиция (КНГРЭ), и вскоре была найдена промышленная нефть. Изначально добычей нефти и газа занималось объединение «КрасноленинскНефтеГаз», которое переросло в ОАО «Кондпетролеум». С 1999 года добычу ведёт ОАО «ТНК-Нягань», переименованное в 2014 году в ОАО «РН-Няганьнефтегаз». В 2004 году объём добычи составил 4,5 млн тонн нефти. В 2006 году объём был равен шести миллионам тонн нефти.
15 августа 1985 года посёлку Нях был присвоен статус города с присвоением наименования Нягань.
Градообразующими предприятиями являются АО «РН-Няганьнефтегаз» (принадлежащее Роснефти) и ООО «ННК-Няганьнефтегаз», принадлежащая АО «Независимая нефтегазовая компания».

## Климат

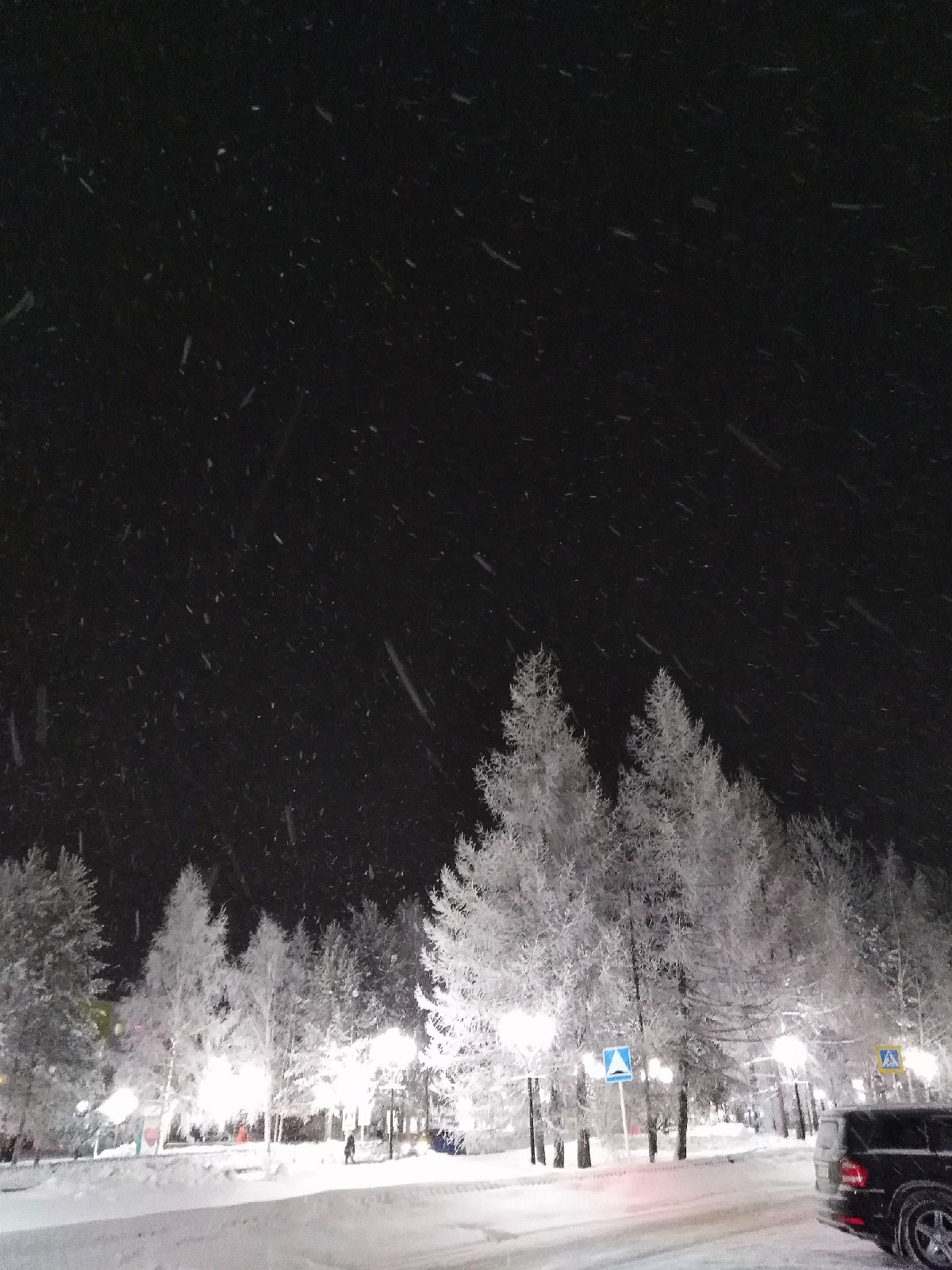
Зима в Нягани

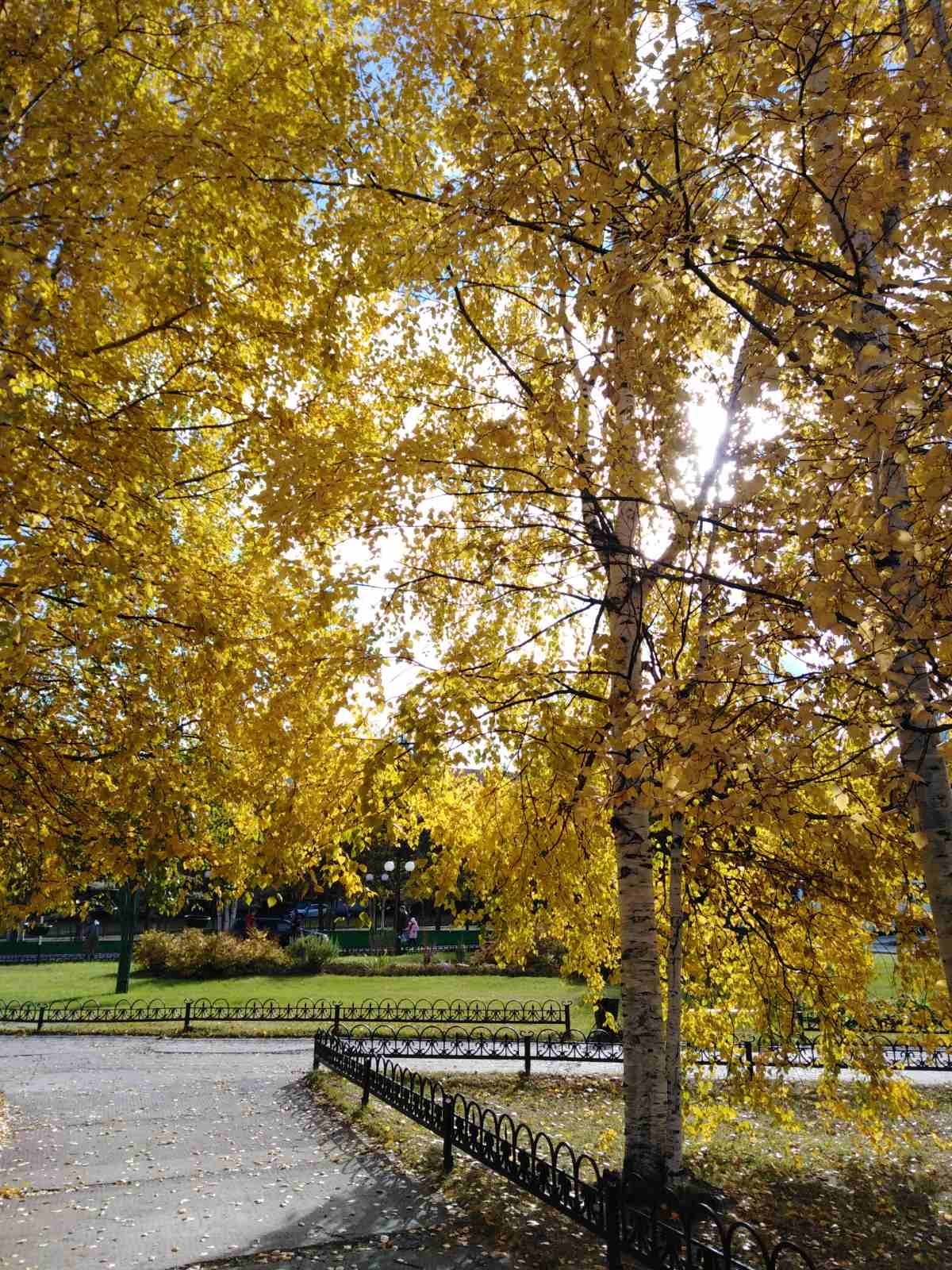
Осень в Нягани

Город Нягань занимает территорию более 900 квадратных километров. На карте Нягани со спутника видно, что только 4 % из них — площадь города и промышленных предприятий. Остальная территория — леса, озёра и небольшие реки. Вокруг города первозданная природа и неповторимый таёжный ландшафт.
Город Нягань приравнен к районам Крайнего Севера. Северная надбавка составляет 50 %.
Климат в городе континентальный, с продолжительной холодной зимой и коротким тёплым летом.
- Среднегодовая температура воздуха — −1,4 °C
- Относительная влажность воздуха — 75,0 %
- Средняя скорость ветра — 3,0 м/с
- Среднегодовое количество осадков — 535 мм.

| Показатель              | Янв.  | Фев. | Март | Апр. | Май | Июнь | Июль | Авг. | Сен. | Окт. | Нояб. | Дек. | Год  |
| ----------------------- | ----- | ---- | ---- | ---- | --- | ---- | ---- | ---- | ---- | ---- | ----- | ---- | ---- |
| Средняя температура, °C | −23,1 | −21  | −7,4 | 0    | 5,6 | 13,7 | 17,3 | 13,1 | 6,4  | −1,2 | −11,7 | −16  | −1,4 |

## Население

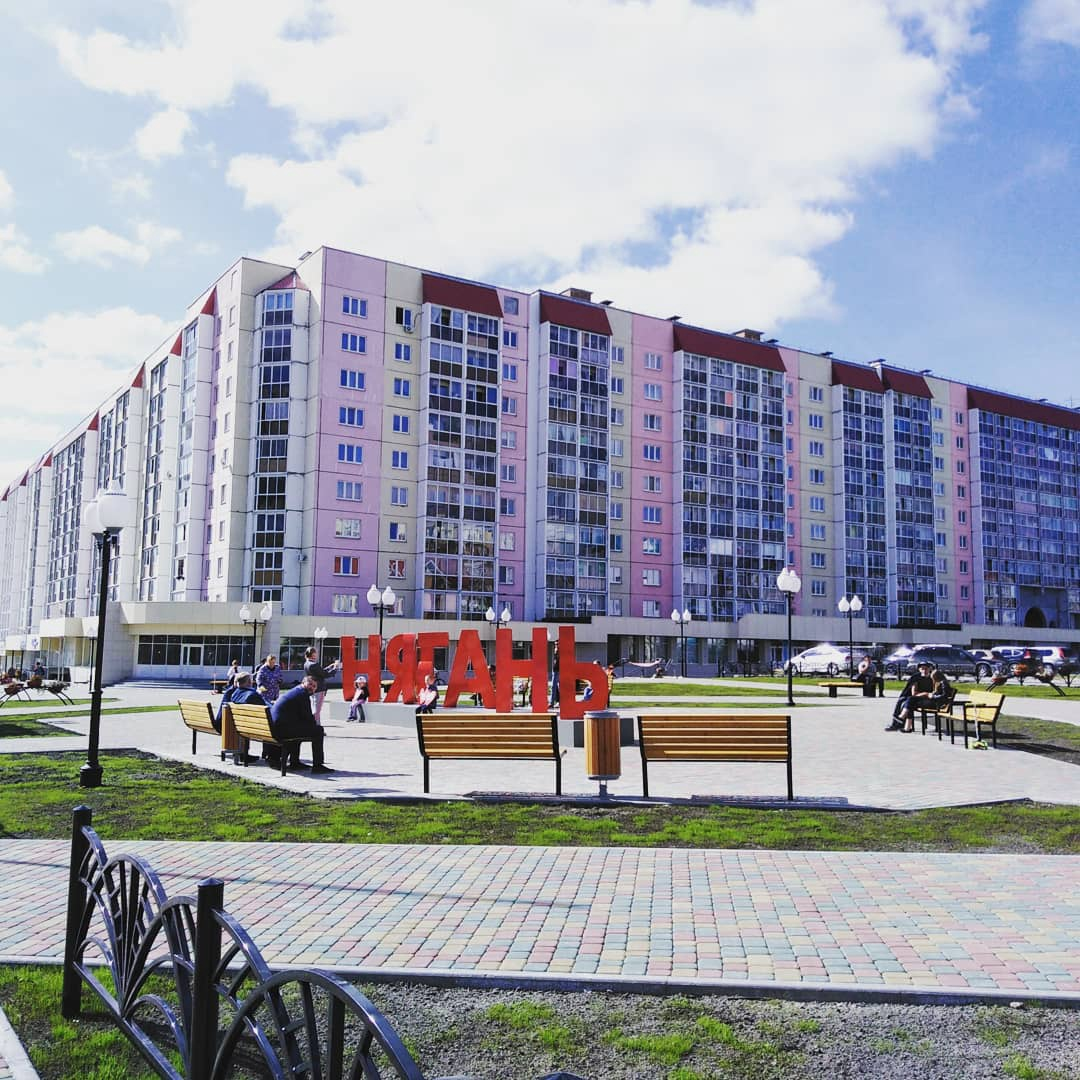
Нягань, 4-й микрорайон

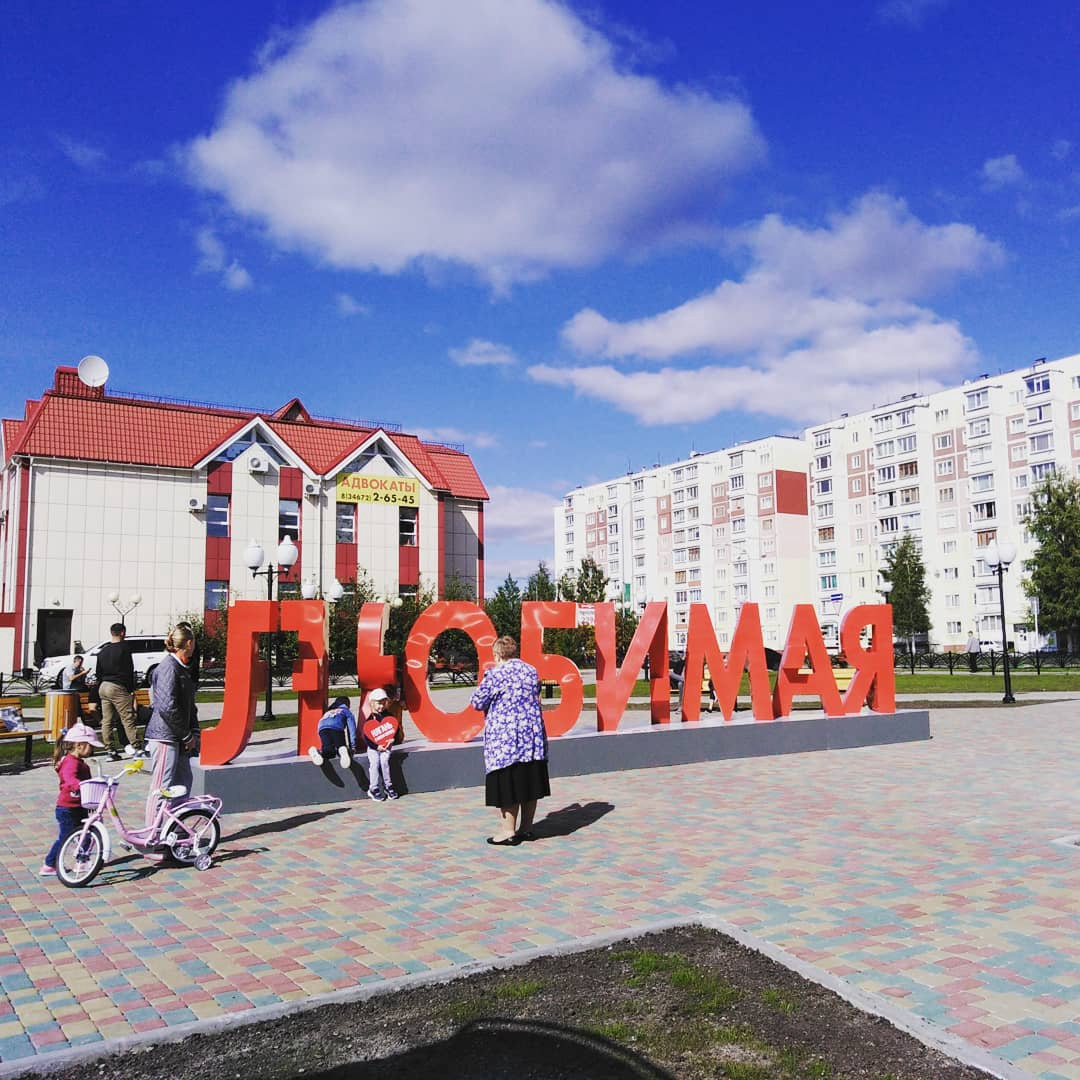
Нягань любимая

| 1979    | 1989    | 1992    | 1996    | 1998    | 2000    | 2001    | 2002    | 2003    | 2005    | 2006    |
| ------- | ------- | ------- | ------- | ------- | ------- | ------- | ------- | ------- | ------- | ------- |
| 4600    | ↗54 061 | ↗60 200 | ↗60 700 | ↘58 800 | ↗58 900 | ↗59 800 | ↘52 610 | ↘52 600 | ↗54 200 | ↗54 700 |
| 2007    | 2008    | 2009    | 2010    | 2011    | 2012    | 2013    | 2014    | 2015    | 2016    | 2017    |
| ↗55 600 | ↗56 100 | ↗56 526 | ↘54 890 | ↗55 075 | ↗55 526 | ↗55 638 | ↗55 946 | ↗56 617 | ↗57 120 | ↗57 765 |
| 2018    | 2019    | 2020    | 2021    |         |         |         |         |         |         |         |
| ↗58 201 | ↗58 335 | ↗58 565 | ↗63 034 |         |         |         |         |         |         |         |

На 1 января 2025 года по численности населения город находился на 253-м месте из 1124 городов Российской Федерации.

### Национальный состав
По данным Всероссийской переписи населения 2010 года:
| Национальность | Численность (чел.) | Процентное соотношение |
| -------------- | ------------------ | ---------------------- |
| Русские        | 37 026             | 67,45 %                |
| Татары         | 4 004              | 7,29 %                 |
| Украинцы       | 2 755              | 5,02 %                 |
| Башкиры        | 1 167              | 2,13 %                 |
| Азербайджанцы  | 941                | 1,70 %                 |
| Узбеки         | 794                | 1,45 %                 |
| Киргизы        | 504                | 0,92 %                 |
| Белорусы       | 477                | 0,87 %                 |
| Чуваши         | 427                | 0,77 %                 |
| Кумыки         | 416                | 0,76 %                 |
| Лезгины        | 400                | 0,73 %                 |
| Молдаване      | 383                | 0,70 %                 |
| Другие         | 2 937              | 5,35 %                 |
| Не указали     | 2 659              | 4,84 %                 |
| Всего          | 54 890             | 100,00 %               |

## Экономика
Город Нягань обладает значительным природно-ресурсным потенциалом. Выявлены и разведаны месторождения торфа, кирпичной глины, диатомитов, песчано-гравийных смесей, строительных и стекольных песков. Эти природные ресурсы дают возможность для развития строительной промышленности, производства листового стекла, кирпича, тонкой керамики, огнеупорных изделий, абразивных материалов, органических удобрений, глубокой переработки древесины.
В городе расположены нефтегазодобывающее предприятие с нефтеперерабатывающим заводом АО РН-Няганьнефтегаз, ООО «ННК Няганьнефтегаз», Няганьгазпереработка, Красноленинскнефтегазгеология, Няганская электростанция, кварцевый комбинат, муниципальное лесопромышленное предприятие.
Рост объёмов промышленного производства в 2007 г. составил 101,5 %. За 2007 г. объём инвестиций в основной капитал составил более 12 млрд руб., или 90,4 % в сопоставимых ценах по сравнению с уровнем 2006 г.
В связи с ростом энергопотребления (с 2,5 млрд. кВт•ч в 2007 г. до 5 млрд кВт•ч в 2010 г.) в Ханты-Мансийском автономном округе запланирована и построена первая очередь Няганской ГРЭС. В строительство первых трёх энергоблоков (по 420 мВт каждый) Няганской ГРЭС, которое проводилось ОАО «Фортум», вложено более 60 млрд рублей.
Няганская ГРЭС также дала основу для экономического развития территорий Приполярного и Полярного Урала.
Генеральным подрядчиком выступает инжиниринговая компания «Группа Е4». Станция построена на территории Урайско-Няганского региона. Первый энергоблок мощностью 420,9 МВт был введён в коммерческую эксплуатацию 1 апреля 2013 года, второй мощностью 424 МВт — 1 декабря того же года.
Торжественное открытие Няганской ГРЭС состоялось 24 сентября 2013 года, на нём присутствовали президенты России Владимир Путин и Финляндии Саули Нийнистё.
ОАО «Полярный кварц» в Нягани — первое предприятие на базе месторождений Приполярного Урала. Строительство комбината было начато в 2003 г., в 2012 г. запущена первая очередь производства. Комбинат производит кварцевый концентрат высокой степени очистки, который применяется в волоконной оптике, военной промышленности, электронике, компьютерной технике. Плановая производственная мощность — 10 тыс. т в год. Прогнозные ресурсы по месторождению кварца — 1 млн т. Используется сырьё с месторождений Берёзовского района Югры.
В 2003 году в Нягани открыто первое в России производство клеёного бруса из шпона мощностью 38 тыс. м³ в год. Планируемый годовой объём реализации — до 1 млрд руб. Завод ОАО «ЛВЛ-Югра» (единственный акционер «Югорский лесопромышленный холдинг», основной собственник которого — правительство ХМАО) построен в рамках реализации региональной программы развития и реструктуризации лесопромышленного комплекса, рассчитанной до 2010 г., и оснащён современным оборудованием финской компании «Raute Wood». Первоначально планировалось, что завод к 2004 г. выйдет на заявленные мощности. Однако, несмотря на высокий отложенный спрос на качественные строительные материалы в Ханты-Мансийском автономном округе, производственные мощности были загружены лишь на половину. Объёмы производства шпонированного бруса в 2007 г. достигли 21,6 тыс. м³, рост по сравнению с 2006 г. составил 8 %.
В Нягани работают заводы: газоперерабатывающий, нефтеперерабатывающий, асфальто-бетонный. В городе производят пенобетон, пластиковые окна, керамическую (тротуарную) плитку, столярные, швейные, кондитерские, хлебобулочные изделия, изделия из металла. Ведется строительство по производству высокочистого кварцевого концентрата для использования в оборонной промышленности, электронике и микротехнологических процессах.

## Транспорт
Автомобильной дорогой в южную сторону город связан с Талинкой, Тобольском и Тюменью, в западную сторону — с Ураем, Советским, Югорском, Ивделем, Серовом и Пермью, в северную сторону — с посёлком Приобье. В 2008 году заработала автомобильная дорога на Екатеринбург.
Железнодорожная станция Нягань расположена на железнодорожной ветви Серов — Ивдель — Приобье Свердловской железной дороги.
Из Москвы через Нягань ходит фирменный поезд «Северный Урал» с назначением Москва — Приобье. Время в пути — 45 часов 27 минут. Кроме того, ежедневно курсирует пассажирский поезд Екатеринбург — Приобье, также есть поезд Приобье — Уфа, имеющие остановку на станции Нягань.
В зимнее время доступными становятся автозимники, по которым можно добраться до других населенных пунктов Югры.
С 2008 года в Нягани работает новый аэровокзал, улучшающий связь с внешним миром. Он способен обслуживать до 100 человек в час.

### Аэропорт
В Нягани есть свой аэропорт (аэропорт города Нягани). Выполняются регулярные рейсы в Белоярский, Тюмень, Екатеринбург, Ханты-Мансийск, сезонные рейсы до Москвы, а также вахтовые перевозки.

## Средства массовой информации

### Радиостанции
- 91,9 FM — Радио Рекорд
- 100,2 FM — Русское Радио
- 100,9 FM — Радио Шансон
- 101,5 FM — Авторадио
- 102,6 FM — Радио 7 на семи холмах
- 103,0 FM — Юмор FM
- 103,5 FM — Дорожное радио
- 104,5 FM — Радио Югра
- 105,0 FM — Европа Плюс
- 105,4 FM — Хит FM
- 105,9 FM — Радио России / ГТРК Югория
- 107,4 FM — Радио ENERGY

### Эфирные телеканалы
- Первый Канал
- Россия 1 / ГТРК Югория
- МИР 24 / Няганский ТелеКанал
- НТВ / Стайл-Медиа
- Пятый Канал
- РЕН ТВ / Няганский ТелеКанал
- ТНТ / Стайл-Медиа
- СТС / Стайл-Медиа
- Домашний / Стайл-Медиа
- ЧЕ! / Стайл-Медиа
- Югра
- Россия К

## Знаменитости
- Шарапова, Мария Юрьевна — российская теннисистка. Родилась в Нягани 19 апреля 1987 года.
- Домрачева, Дарья Владимировна — белорусская биатлонистка, двукратная чемпионка мира (2012 и 2013), четырёхкратная Олимпийская чемпионка 2014 и 2018 годов. Жила в городе с 1990 по 2003 годы.
- «Кефир», «Северяне»— команды, выступавшие в Высшей лиге КВН.
- Сорокин, Сергей Анатольевич — российский боксёр-профессионал и кикбоксер, выступающий в суперлёгкой весовой категории. Мастер спорта. В марте 2008 года завоевал чемпионский титул по версии WBC в первом полусреднем весе, победив казахского боксёра Каната Картенбаева.

## Достопримечательности
- Краеведческий музей;
- Мемориальный комплекс «Вечная слава героям Отечества»;
- Храм Святителя Алексия Московского;
- Памятник строителям Нягани;
- Памятник «Нефтяных ремёсел мастера»;
- Памятник «Девочка с голубем»;
- Памятник «Дворник и сантехник»;
- Центральный лес культуры и отдыха;
- Театр юного зрителя;
- Центр культуры малочисленных народов Севера;
- Памятник «Жертвам сталинских репрессий»;
- Памятник «Солдату-освободителю».